# 日本芒蛤
是芒蛤目芒蛤科的一种。舊屬短蛏螂属，現時改屬芒蛤属。

## 分佈
主要分布于中国大陆、台湾，常栖息在水深约20－50米泥沙底，水深20－48米砂底。